# Semiothisa cessaria
Semiothisa cessaria là một loài bướm đêm trong họ Geometridae.